# 벽속의 부인
"壁속의 부인"은 1988년에 개봉한 대한민국의 영화이다.

## 캐스팅
- 나영희
- 강신성일
- 최민수
- 박근형
- 한인수
- 김인문
- 김형자
- 신귀식
- 홍윤정
- 윤일주
- 나기수 (특별출연)